# وای زن برزنجیر
وای زن برزنجیر یک ستاره است که در صورت فلکی آندرومدا قرار دارد.